# وو سون هی
وو سون هی (انگلیسی: Woo Sun-hee؛ زادهٔ ۱ ژوئیهٔ ۱۹۷۸) بازیکن هندبال اهل کره جنوبی است.